# Lindera aggregata
Lindera aggregata là loài thực vật có hoa trong họ Nguyệt quế. Loài này được (Sims) Kosterm. miêu tả khoa học đầu tiên năm 1974.